# Power Supply
Power Supply è l'ottavo album in studio del gruppo rock britannico Budgie, pubblicato nel 1980.

## Tracce
Side 1
1. Forearm Smash – 5:40
2. Hellbender – 3:25
3. Heavy Revolution – 4:28
4. Gunslinger – 5:03

Side 2
1. Power Supply – 3:41
2. Secrets in My Head – 3:58
3. Time to Remember – 5:27
4. Crime Against the World – 5:36

## Formazione
- Burke Shelley - basso, voce
- John Thomas - chitarra
- Steve Williams - batteria